# ÍBV Vestmannaeyja

Logo ÍB Vestmannaeyja

Der Íþróttabandalag Vestmannaeyja (kurz: ÍBV) ist ein isländischer Sportverein von den Vestmannaeyjar (deutsch Westmännerinseln).

## Geschichte
Er wurde 1903 gegründet und ist Mitglied im isländischen Fußballverband. Die Vereinsfarben sind schwarz-weiß. Das Fußballstadion Hásteinsvöllur verfügt über rund 3000 Plätze.

## Abteilung Fußball, Frauen
Die Frauen des Íþróttabandalag Vestmannaeyja spielen seit 2011 in der höchsten isländischen Liga, der Besta-deild. 2004 und 2017 gewann die Mannschaft den isländischen Pokalwettbewerb.

## Abteilung Fußball, Männer
Der ÍB Vestmannaeyja wurde dreimal isländischer Fußballmeister (1979, 1997, 1998) und gewann fünf Mal den Landespokal (1968, 1972, 1981, 1998, 2017).
2006 stieg der Club jedoch als Tabellenletzter aus der ersten Liga (Landsbankadeild) ab und spielte zwei Jahre lang in der zweiten Klasse. Zur Saison 2009 stieg der Klub wieder in die erste Liga auf.
Bekannte Spieler waren Abel Dhaira, Heimir Hallgrímsson, Hermann Hreiðarsson, Bryan Hughes, Ívar Ingimarsson, David James, Viðar Örn Kjartansson, Allan Mørkøre, Andrew Mwesigwa, Jónas Þór Næs, Jens Paeslack, Gunnar Heiðar Þorvaldsson, Eiður Sigurbjörnsson und Ásgeir Sigurvinsson.

## Abteilung Handball, Frauen
Das Frauenhandballteam spielt seit 2017 wieder in der höchsten isländischen Liga, der Úrvalsdeild. In den Jahren 2000, 2003, 2004 und 2023 hatte der Verein die Meisterschaft gewonnen, in den Jahren 2001, 2002, 2004 und 2023 auch den nationalen Pokalwettbewerb.
Zu den bekannten Spielerinnen zählen bzw. zählten Birna Berg Haraldsdóttir,  Sandra Erlingsdóttir.

## Abteilung Handball, Männer
Die Männer des ÍBV gewann in den Jahren 2014, 2018 und 2023 die isländische Meisterschaft.